# Imma selenaea
Imma selenaea är en fjärilsart som beskrevs av Diakonoff 1955. Imma selenaea ingår i släktet Imma och familjen Immidae. Inga underarter finns listade i Catalogue of Life.